# Constantí II de Constantinoble
Constantí II (en llatí: Constantinus II, en grec antic: Κωνσταντῖνος Β') va ser patriarca de Constantinoble de l'any 754 al 766.
Va succeir al patriarca Anastasi. Va ser elegit a proposta de l'emperador iconoclasta Constantí V Coprònim (741-775). Durant els primers anys de mandat es va manifestar contra les imatges, però l'emperador el va deposar i exiliar quan va descobrir el complot de Constantí Podopaguros, comte dels excubitors i contrari a la iconoclàstia, al juny de l'any 766, on es va implicar al patriarca. Al cap de dos anys, el va enviar a l'Hipòdrom i el va fer decapitar, a la tardor del 768. El va succeir Nicetes I.